# Els àngels del carrer
Els àngels del carrer (Street Angel) és una pel·lícula estatunidenca dirigida per Frank Borzage, estrenada el 1928 i subtitulada al català. Janet Gaynor va guanyar l'Oscar a la millor actriu per al seu retrat d'"Angela" a la pel·lícula. Aquesta va ser una de tres pel·lícules per a les quals Gaynor va rebre un Oscar el 1929; les altres van ser Sunrise: A Song of Two Humans de F. W. Murnau i Seventh Heaven de Borzage. Street Angel també va ser nominada per l'Oscar a la millor direcció artística i a la  millor fotografia

## Argument
A Nàpols, on les prostitutes poden pagar el seu lloguer, Angela és sentenciada a un any de treballs quan intenta robar (mentre feia el carrer) per pagar la medicació per la seva mare a punt de morir. Fuig i s'amaga en un circ, on és un talent natural i coneix Gino, un pintor. Quan es trenca el seu turmell en una caiguda...

## Repartiment
- Janet Gaynor: Angela
- Charles Farrell: Gino
- Alberto Rabagliati: Policia
- Cino Conti: Policia
- Guido Trento: Neri el sergent de la policia
- Henry Armetta: Mascetto
- Louis Liggett: Beppo
- Milton Dickinson: Bimbo
- Helena Herman: Andrea
- Natalie Kingston: Lisetta

## Premis i nominacions

### Premis
- Oscar a la millor actriu per a Janet Gaynor

### Nominacions
- Oscar a la millor fotografia per Ernest Palmer
- Oscar a la millor direcció artística per Harry Oliver